# Hampton, New Jersey
Hampton är en ort i Hunterdon County i delstaten New Jersey, USA.